# Achille Tominetti
Achille Tominetti (Milano, 1º ottobre 1848 – Miazzina, 1º luglio 1917) è stato un pittore italiano della corrente divisionista.

## Biografia
Nato a Milano da Ambrogio e Maria Galli, lattai originari di Miazzina nei pressi del Lago Maggiore, nel 1866 si iscrive alla Scuola di paesaggio dell'Accademia di Brera sotto la guida del paesista Luigi Riccardi dove, durante il triennio, stringe legami d'amicizia con Eugenio Gignous e frequenta l'ambiente romantico e verista di Milano; nel 1871 esordisce alle mostre dell'Accademia di Brera con Dintorni di Milano.
Nel 1872, per motivi di carattere economico, rientra con la famiglia a Miazzina, dove si dedica al lavoro dei campi sostituendo il padre colpito da paralisi, senza però abbandonare mai del tutto l'amore per la pittura.
Grazie ai contatti con l'amico Gignous e il fratello Carlo, invia regolarmente opere a numerose esposizioni tra Milano, dove nello stesso anno presenta Passeggiata alpestre e Prima neve , Roma (1883 con L'aurora e Caccia magra), Torino (1893 con Tempo grigio e 1898 con Sole d'inverno e Autunno sulle Prealpi) e Genova. 
Nel 1874 si sposa con Caterina Stramba, dalla cui relazione nascono cinque figli.
Nel 1885 viene incaricato dalla nobile famiglia dei Trubetzkoy di fungere da precettore al figlio Pietro presso Villa Ada di Ghiffa, incarico che era stato in precedenza ricoperto da Daniele Ranzoni, dove frequenta l'ambiente dei ceti più abbienti che si riuniscono nella residenza e avvia i contatti con numerosi committenti. 
Di fondamentale importanza, in questo periodo, la conoscenza del celebre mediatore d'arte e pittore Vittore Grubicy de Dragon, che lo introduce alle tematiche del divisionismo di cui è fautore e promotore. 
Dopo aver esposto alla Italian Exhibition di Londra, nel 1889 Tominetti si lega con un contratto alla Galleria Grubicy, grazie al 
quale il pittore riesce a ottenere una stabilità economica (con una somma base di 1800 lire all'anno) e a dedicarsi pienamente alla pittura, frequentando altri artisti che, come lui, si ritrovano sulle sponde del Lago Maggiore come Leonardo Bazzaro.
Nel 1896 riceve una medaglia d'oro all'Esposizione Internazionale di Guatemala e partecipa alle mostre della Società Permanente di Milano, l'anno successivo è alla Biennale di Venezia con Al pascolo,
Nel 1905 è ancora alla Biennale con Sotto la neve, nel 1907 è alla Mostra degli Impressionisti italiani di Parigi e nel 1911 viene allestita una personale dell’artista a Verbania, presso il Teatro Sociale di Pallanza.
Negli ultimi anni si serve del mezzo fotografico per meglio rendere il senso reale delle campagne in cui vive e a cui è profondamente legato e viene eletto sindaco di Miazzina.
Dopo una breve malattia, muore nel 1917 nella sua casa di Miazzina.

## Stile
Achille Tominetti»
(Antonio Massara, Achille Tominetti:un paesista lombardo, 1920)
Noto inizialmente come esponente di medio spessore del naturalismo lombardo specializzato in scene di genere e paesaggi montani, in una fase successiva Tominetti si identifica come artista vicino ai valori Divisionisti e ai temi di Giovanni Segantini.
La frequentazione con la famiglia Trubetzkoy gli vale la conoscenza del noto mecenate Vittore Grubicy de Dragon e 
del fratello Alberto.
Raggiunta la stabilità economica grazie alla rete di contatti dei Grubicy, nella veste stigmatizzata di Pittore contadino diviene artista di riferimento delle famiglie borghesi del Verbano, oltre a maestro d'arte per i loro rampolli. 
La pittura di Tominetti si focalizza di fatto sui temi della pittura sociale nella rappresentazione del lavoro contadino, femminile in particolare, tratti da modelli del naturalismo europeo (Jean-François Millet e la Scuola di Barbizon), studiati anche attraverso il ricorso al mezzo fotografico.

## Opere principali
- Raccolta delle castagne (1889-1890), olio su tela, collezione privata;
- Autunno a Miazzina (1889-1894), olio su tela, Galleria Giannoni, Novara[10];
- Ultimi raggi, olio su tela (1891), olio su tela, collezione privata;
- Acquazzone in alta montagna (1895), olio su tela, Pinacoteca Repossi, Chiari[11];
- La primavera (1897), olio su tela, collezione privata;
- Lago lontano (1900), olio su tela, Museo del paesaggio, Verbania;
- L'aratura a Miazzina (1900), olio su tela, Museo del paesaggio, Verbania[12];
- Pascolo a Miazzina (1900), olio su tela, collezione privata;
- Silenzio invernale (1900-1905), olio su tela, collezione privata;
- Neve e sole a Miazzina (1904-1906), olio su tela, collezione privata;
- Sole d'inverno (1904-1906), olio su tela, collezione privata;
- Alta montagna (1910), olio su tela, Museo del paesaggio, Verbania;
- Pascolo alpestre (1910-1917), olio su tela, Galleria Giannoni, Novara[13];
- Marina di Cogoleto (1914), olio su tela, collezione privata;
- Sole al morir del giorno (non datato), olio su tela, collezione privata;
- Prato a Miazzina (non datato), olio su tela, Museo del paesaggio, Verbania;
- Baita in montagna (non datato), olio su tela, Museo del paesaggio, Verbania;
- Il ritorno dal pascolo (non datato), olio su tela, collezione privata;
- Sosta sul lago Maggiore (non datato), olio su tela, collezione privata.